# Rząd Giorgii Meloni
Rząd Giorgii Meloni – rząd Republiki Włoskiej, urzędujący od 22 października 2022.
Gabinet zastąpił rząd Maria Draghiego. Powstał po przedterminowych wyborach parlamentarnych z 25 września 2022. W ich wyniku w Izbie Deputowanych i Senacie XIX kadencji większość uzyskała centroprawicowa koalicja, tworzona głównie przez partię Bracia Włosi (FdI), Ligę i Forza Italia (FI). Ugrupowania te uzgodniły powołanie nowego rządu, wskazując jako kandydatkę na premiera Giorgię Meloni. 21 października 2022 prezydent Sergio Mattarella powierzył liderce FdI utworzenie gabinetu. Jeszcze tego samego dnia Giorgia Meloni przedstawiła listę kandydatów na jego członków. Następnego dnia prezydent dokonał zaprzysiężenia wicepremierów i ministrów, a nowy rząd rozpoczął funkcjonowanie. Sekretarzem gabinetu został Alfredo Mantovano.

## Skład rządu
| Imię i nazwisko                    | Funkcja                                                                          | Partia | Partia       | Okres urzędowania    | Okres urzędowania |
| Imię i nazwisko                    | Funkcja                                                                          | Partia | Partia       | Od                   | Do                |
| ---------------------------------- | -------------------------------------------------------------------------------- | ------ | ------------ | -------------------- | ----------------- |
| Giorgia Meloni                     | premier                                                                          |        | Bracia Włosi | 22 października 2022 |                   |
| Antonio Tajani                     | wicepremier, minister spraw zagranicznych                                        |        | Forza Italia | 22 października 2022 |                   |
| Matteo Salvini                     | wicepremier, minister infrastruktury i transportu                                |        | Liga         | 22 października 2022 |                   |
| Matteo Piantedosi                  | minister spraw wewnętrznych                                                      |        | bezpartyjny  | 22 października 2022 |                   |
| Carlo Nordio                       | minister sprawiedliwości                                                         |        | Bracia Włosi | 22 października 2022 |                   |
| Guido Crosetto                     | minister obrony                                                                  |        | Bracia Włosi | 22 października 2022 |                   |
| Giancarlo Giorgetti                | minister gospodarki i finansów                                                   |        | Liga         | 22 października 2022 |                   |
| Adolfo Urso                        | minister przedsiębiorczości i made in Italy                                      |        | Bracia Włosi | 22 października 2022 |                   |
| Francesco Lollobrigida             | minister rolnictwa, suwerenności żywnościowej i leśnictwa                        |        | Bracia Włosi | 22 października 2022 |                   |
| Gilberto Pichetto Fratin           | minister środowiska i bezpieczeństwa energetycznego                              |        | Forza Italia | 22 października 2022 |                   |
| Marina Calderone                   | minister pracy i polityki społecznej                                             |        | bezpartyjna  | 22 października 2022 |                   |
| Giuseppe Valditara                 | minister edukacji i zasług                                                       |        | Liga         | 22 października 2022 |                   |
| Anna Maria Bernini                 | minister szkolnictwa wyższego i badań naukowych                                  |        | Forza Italia | 22 października 2022 |                   |
| Gennaro Sangiuliano                | minister kultury                                                                 |        | bezpartyjny  | 22 października 2022 | 6 września 2024   |
| Alessandro Giuli                   | minister kultury                                                                 |        | bezpartyjny  | 6 września 2024      |                   |
| Orazio Schillaci                   | minister zdrowia                                                                 |        | bezpartyjny  | 22 października 2022 |                   |
| Daniela Santanchè                  | minister turystyki                                                               |        | Bracia Włosi | 22 października 2022 |                   |
| Luca Ciriani                       | minister ds. kontaktów z parlamentem                                             |        | Bracia Włosi | 22 października 2022 |                   |
| Paolo Zangrillo                    | minister ds. administracji publicznej                                            |        | Forza Italia | 22 października 2022 |                   |
| Roberto Calderoli                  | minister ds. regionalnych i autonomii                                            |        | Liga         | 22 października 2022 |                   |
| Nello Musumeci                     | minister ds. morskich i obrony cywilnej                                          |        | Bracia Włosi | 22 października 2022 |                   |
| Andrea Abodi                       | minister ds. sportu i młodzieży                                                  |        | bezpartyjny  | 22 października 2022 |                   |
| Eugenia Roccella                   | minister ds. rodziny, wskaźnika urodzeń i równych szans                          |        | Bracia Włosi | 22 października 2022 |                   |
| Alessandra Locatelli               | minister ds. osób niepełnosprawnych                                              |        | Liga         | 22 października 2022 |                   |
| Maria Elisabetta Alberti Casellati | minister ds. reform instytucjonalnych i uproszczenia przepisów prawa             |        | Forza Italia | 22 października 2022 |                   |
| Raffaele Fitto                     | minister ds. europejskich, regionów południowych, spójności terytorialnej i PNRR |        | Bracia Włosi | 22 października 2022 | 30 listopada 2024 |
| Tommaso Foti                       | minister ds. europejskich, regionów południowych, spójności terytorialnej i PNRR |        | Bracia Włosi | 2 grudnia 2024       |                   |